# Colinas de Shere
Colinas de Shere (en inglés: Shere Hills) son una serie de colinas ondulantes y formaciones rocosas en la meseta de Jos, situadas a unos 10 kilómetros al este de la ciudad de Jos, la capital del estado de Plateau, en la región del cinturón medio del país africano de Nigeria.
Las colinas de Shere tienen numerosos picos altos, con el pico más elevado alcanzando una altura de unos 1.829 metros / 6.001 pies sobre el nivel del mar, las colinas de Shere son el punto más alto de la meseta de Jos y tienen el tercer punto más alto en Nigeria.